# Лион (хоккейный клуб)
«Лион» (фр. Lyon Hockey Club) — французский хоккейный клуб из города Лион. Основан в 1997 году. До 2019 года выступал в Французской хоккейной лиге. Домашние матчи проводит в ледовом дворце «Шарлемань».

## История
Хоккейный клуб «Лион» был основан в 1997 году как преемник другого лионского хоккейного клуба. В первом же сезоне дебютировал в высшей лиге. «Лион» дважды принимал участие в континентальном кубке — розыгрыши 1998/99 и 1999/00. После 3 сезонов в чемпионате из-за финансовых трудностей клуб был вынужден заявиться в третий дивизион Франции по хоккею с шайбой — четвёртый по силе в стране. В 2001 году «Лион» вышел во второй дивизион, а спустя ещё 2 года в первый. Последующее десятилетие команда балансировала между третьей и второй лигой. Лишь в 2014 году команде удалось вернуться в элиту французского хоккея. В 2019 году клуб из-за финансовых проблем покинул высший дивизион.

## Достижения
- Первый дивизион Франции:
  - Победители (2)  : 2003, 2014
- Второй дивизион Франции:
  - Победители (1)  : 2001